# 아일랜드 여자 축구 국가대표팀
아일랜드 여자 축구 국가대표팀은 아일랜드를 대표하는 여자 축구 대표팀으로 1973년 4월 22일 스코틀랜드와의 국제 경기 데뷔전에서 1-10으로 대패했다.

## 국제 대회 경력

### FIFA 여자 월드컵
2023년 FIFA 여자 월드컵 유럽 지역 예선 A조에서 스웨덴에 이어 조 2위로 플레이오프 2라운드에 직행한 뒤 플레이오프 2라운드에서 스코틀랜드를 격파하며 사상 첫 여자 월드컵 본선행 티켓을 거머쥐었고 아울러 2002년 FIFA 남자 월드컵 본선에 오른 남자대표팀 이후 21년만에 월드컵 본선 진출의 쾌거를 이뤄냈다.

### 키프로스컵
키프로스컵에는 4번 참가하여 이 가운데 콜린 벨 현 대한민국 여자 대표팀 감독이 이끌던 2017년 대회에서 4위에 입상하며 국제 대회 최고 성적을 거두었다.

## 성적

### FIFA 여자 월드컵
| FIFA 여자 월드컵 기록 | FIFA 여자 월드컵 기록 | FIFA 여자 월드컵 기록 | FIFA 여자 월드컵 기록 | FIFA 여자 월드컵 기록 | FIFA 여자 월드컵 기록 | FIFA 여자 월드컵 기록 | FIFA 여자 월드컵 기록 | FIFA 여자 월드컵 기록 |                | 지역 예선 기록 | 지역 예선 기록 | 지역 예선 기록 | 지역 예선 기록 | 지역 예선 기록 | 지역 예선 기록 | 지역 예선 기록 |
| 년도                  | 결과                  | GP                    | W                     | D*                    | L                     | GF                    | GA                    | GD                    | GP             | W              | D*             | L              | GF             | GA             | GD             |                |
| 1991                  | 지역 예선 탈락        | 지역 예선 탈락        | 지역 예선 탈락        | 지역 예선 탈락        | 지역 예선 탈락        | 지역 예선 탈락        | 지역 예선 탈락        | 지역 예선 탈락        | UEFA 유로 1991 | UEFA 유로 1991 | UEFA 유로 1991 | UEFA 유로 1991 | UEFA 유로 1991 | UEFA 유로 1991 | UEFA 유로 1991 |                |
| 1995                  | 불참                  | 불참                  | 불참                  | 불참                  | 불참                  | 불참                  | 불참                  | 불참                  | UEFA 유로 1995 | UEFA 유로 1995 | UEFA 유로 1995 | UEFA 유로 1995 | UEFA 유로 1995 | UEFA 유로 1995 | UEFA 유로 1995 |                |
| 1999                  | 지역 예선 탈락        | 지역 예선 탈락        | 지역 예선 탈락        | 지역 예선 탈락        | 지역 예선 탈락        | 지역 예선 탈락        | 지역 예선 탈락        | 지역 예선 탈락        | 6              | 3              | 1              | 2              | 8              | 4              | +4             |                |
| 2003                  | 지역 예선 탈락        | 지역 예선 탈락        | 지역 예선 탈락        | 지역 예선 탈락        | 지역 예선 탈락        | 지역 예선 탈락        | 지역 예선 탈락        | 지역 예선 탈락        | 6              | 4              | 0              | 2              | 18             | 7              | +11            |                |
| 2007                  | 지역 예선 탈락        | 지역 예선 탈락        | 지역 예선 탈락        | 지역 예선 탈락        | 지역 예선 탈락        | 지역 예선 탈락        | 지역 예선 탈락        | 지역 예선 탈락        | 8              | 1              | 1              | 6              | 3              | 15             | −12            |                |
| 2011                  | 지역 예선 탈락        | 지역 예선 탈락        | 지역 예선 탈락        | 지역 예선 탈락        | 지역 예선 탈락        | 지역 예선 탈락        | 지역 예선 탈락        | 지역 예선 탈락        | 8              | 4              | 1              | 3              | 12             | 10             | +2             |                |
| 2015                  | 지역 예선 탈락        | 지역 예선 탈락        | 지역 예선 탈락        | 지역 예선 탈락        | 지역 예선 탈락        | 지역 예선 탈락        | 지역 예선 탈락        | 지역 예선 탈락        | 10             | 5              | 2              | 3              | 13             | 9              | +4             |                |
| 2019                  | 지역 예선 탈락        | 지역 예선 탈락        | 지역 예선 탈락        | 지역 예선 탈락        | 지역 예선 탈락        | 지역 예선 탈락        | 지역 예선 탈락        | 지역 예선 탈락        | 8              | 4              | 1              | 3              | 10             | 6              | +4             |                |
| 2023                  | 조별 리그             | 3                     | 0                     | 1                     | 2                     | 1                     | 3                     | –2                    | 9              | 6              | 2              | 1              | 27             | 4              | +23            |                |
| Total                 |                       | 3                     | 0                     | 1                     | 2                     | 1                     | 3                     | –2                    | 55             | 27             | 8              | 20             | 91             | 55             | +36            |                |

*Draws include knockout matches decided on penalty kicks.

### 올림픽 축구
- 1996년 ~ 2020년: 예선 탈락

### UEFA 유럽 여자 축구 선수권 대회
- 1984년~1993년: 예선 탈락
- 1995년: 불참
- 1997년~2022년: 예선 탈락

## 역대 감독
| 감독    | 임기        |
| ------- | ----------- |
| 콜린 벨 | 2017 ~ 2019 |

## 같이 보기
- 아일랜드 축구 국가대표팀